# Josefina Lavalle
Josefina Lavalle (* 29. Januar 1924 im Distrito Federal; † 25. Mai 2009 ebenda) war eine mexikanische Balletttänzerin, Choreografin und ehemalige Ballettdirektorin.

## Leben
Lavalle erlernte an der Escuela Nacional de Danza klassisches und folkloristisches Ballett bei Nellie und Gloria Campobello. Sie wurde Mitglied des Ballet de Bellas Artes (Ballett der Schönen Künste), damals unter der Leitung von Waldeen. Gemeinsam mit der Choreografin Anna Sokolow erkannte sie ihre Begabung für modernen Tanz. Zu Limón hatte sie 1952 erstmals bei einem Choreografiekurs für junge Balletttänzerinnen Kontakt. 
1948 gründete sie zusammen mit Guillermina Bravo in Mexiko-Stadt das mexikanische Nationalballett. Am 19. Januar 2008 wurde die bereits mehrfach ausgezeichnete Artistin im Palacio de Bellas Artes vom Instituto Nacional de Bellas Artes y Literatura (INBAL) mit der „José-Limón“-Medaille des ausgezeichnet. 
1955 übertrug ihr Carlos Chávez die Funktion als Primaballerina und Choreografin der Academia de la Danza Mexicana (Akademie für mexikanischen Tanz). 1961 entdeckte er bei Arbeiten mit dem Ballet de Bellas Artes zu „Misa brevis“ Lavalles Talent. Von 1959 bis 1969 und nochmals von 1972 bis 1978 leitete sie selbst die Academia de la Danza Mexicana. Sie verstarb 2009 im Alter von 85 Jahren.